# 菊地正法
菊地 正法（きくち まさのり、1984年9月9日 - ）は、静岡県富士市出身の元プロ野球選手。

## 来歴・人物

### プロ入り前
静岡県立富士宮東高校在籍時からプロのスカウトに注目される存在だったが、ドラフトで指名されず、卒業後は三菱自動車岡崎に入社した。
しかし、在籍2年目の2004年に本社の不祥事発覚で三菱自動車岡崎が活動自粛を余儀なくされ、東邦ガスに移籍する。
東邦ガスでは早速エースとして活躍し、2005年の第76回都市対抗野球大会出場に大きく貢献した。2006年は第77回都市対抗野球大会へ自チームでの出場こそ逃したものの、トヨタ自動車の補強選手として出場、社会人野球日本選手権でもエースとしてチームの日本選手権初出場をもたらした。
同年のドラフトで中日ドラゴンズから4位指名を受けて入団。80年近い歴史を持つ東邦ガス硬式野球部から誕生した初のプロ野球選手となった。

### プロ入り後
プロ1年目の2007年は、8月に一軍登録され、7試合に登板し、防御率3.52の成績で終わった。
2008年1月に一般女性と入籍。しかし、シーズンでは一軍出場なしに終わった。オフにドミニカ・ウィンターリーグに派遣され、「Tigres del Licey（リセイ･タイガース）」に所属した。しかし、わずか1試合の中継ぎ登板のみで他の参加者より一足早く帰国した。
2009年は、キャンプは二軍スタートで開幕もそのまま二軍で迎えた。4月21日に一軍に昇格したが結果を残せず、11月2日に戦力外通告を受けた。

### 社会人野球復帰
中日から打撃投手への転向を打診されるものの、これを断って社会人野球の三菱重工名古屋に入社した。
その後、7シーズンに渡って社会人野球で選手生活を続けたが、2016年をもって野球部を退団し現役を引退した。

## 選手としての特徴
130km/h台後半～140km/h台前半の直球とスライダー・カーブ・スクリューなどの変化球を投げ分け、打者を打ち取る技巧派左腕。

## 詳細情報

### 年度別投手成績
| 年 度     | 球 団     | 登 板 | 先 発 | 完 投 | 完 封 | 無 四 球 | 勝 利 | 敗 戦 | セ 丨 ブ | ホ 丨 ル ド | 勝 率 | 打 者 | 投 球 回 | 被 安 打 | 被 本 塁 打 | 与 四 球 | 敬 遠 | 与 死 球 | 奪 三 振 | 暴 投 | ボ 丨 ク | 失 点 | 自 責 点 | 防 御 率 | W H I P |
| --------- | --------- | ----- | ----- | ----- | ----- | -------- | ----- | ----- | -------- | ----------- | ----- | ----- | -------- | -------- | ----------- | -------- | ----- | -------- | -------- | ----- | -------- | ----- | -------- | -------- | ------- |
| 2007      | 中日      | 7     | 0     | 0     | 0     | 0        | 0     | 0     | 0        | 0           | ----  | 37    | 7.2      | 10       | 0           | 5        | 0     | 0        | 9        | 0     | 0        | 3     | 3        | 3.52     | 1.96    |
| 2009      | 中日      | 6     | 0     | 0     | 0     | 0        | 0     | 0     | 0        | 0           | ----  | 25    | 6.0      | 6        | 0           | 2        | 0     | 0        | 6        | 0     | 0        | 3     | 3        | 4.50     | 1.33    |
| 通算：2年 | 通算：2年 | 13    | 0     | 0     | 0     | 0        | 0     | 0     | 0        | 0           | ----  | 62    | 13.2     | 16       | 0           | 7        | 0     | 0        | 15       | 0     | 0        | 6     | 6        | 3.95     | 1.68    |

### 記録
- 初登板：2007年8月8日、対広島東洋カープ14回戦（ナゴヤドーム）、4回表に2番手で救援登板、1回無失点
- 初奪三振：同上、4回表に宮崎充登から空振り三振

### 背番号
- 47 （2007年 - 2009年）